# Balrampur (distrikt)
Balrampur är ett distrikt i den indiska delstaten Uttar Pradesh, och hade 1 682 350 invånare år 2001 på en yta av 2 927 km². Det gör en befolkningsdensitet på 574,8 inv/km². Den administrativa huvudorten är staden Balrampur. De största religionerna är hinduism (62,93 %) och islam (36,72 %).

## Administrativ indelning
Distriktet är indelat i tre kommunliknande enheter, tehsils:
- Balrampur, Tulsipur, Utraula

## Städer
Distriktets städer är huvudorten Balrampur samt Pachperwa, Tulsipur och Utraula.
Urbaniseringsgraden låg på 8,06 procent år 2001.